# Frederick John Kiesler
Frederick (Friedrich) John Kiesler (22. září 1890 Černovice, Rakousko-Uhersko – 27. prosince 1965 New York, USA) byl rakousko-americký sochař, scénograf, teoretik a architekt.

## Počátky tvorby
V roce 1908–09 začal Kiesler studovat na Technische Hochschule ve Vídni a od 1910–12 navštěvoval hodiny malířství a tiskařství na Akademie der bildenden Künste tamtéž. Studium architektury na Technische Hochschule nedokončil, za což byl později kritizován. Kiesler pracoval jako scénograf a výstavní designér ve dvacátých letech ve Vídni a v Berlíně. V roce 1920 krátce spolupracoval s architektem Adolfem Loosem. V roce 1923 se stal členem skupiny De Stijl. Kiesler se přátelil s mnoha vůdčími osobnostmi evropské avantgardy, což mohlo ovlivnit jeho heretický až bizarní přístup k umělecké teorii i praxi.
Ve Vídni zaujal roku 1924 přípravou velmi úspěšné scénografické výstavy Internationale Ausstellung neuer Theatertechnik im Rahmen des Musik- und Theaterfestes der Stadt Wien, kde zaujal jeho nový jevištní koncept Raumbühne. 24. září 1924 v rámci výstavy uspořádal světovou premiéru 16 minutového filmu Ballet mécanique, režírovaného Dudley Murphym a Fernandem Légerem, s Man Rayem. V listopadu 1975 Kieslerova druhá žena Lillian našla Légerovu původní poslepovanou 35 mm, 16minutovou verzi filmu v komoře jejich víkendového domku v Hamptons na Long Islandu, poblíž New Yorku. Tato verze, restaurovaná Anthology Film Archives, je od té doby součástí sbírky dokumentárních filmů Unseen Cinema: Early American Avant-Garde Film 1893–1941 (vydáno jako kolekce sedmi DVD společností Image Entertainment v říjnu 2005). Hudbu k filmu komponoval původně George Antheil, který ji použil k vytvoření samostatné skladby nazvané též Ballet mécanique, která měla premiéru v Paříži v roce 1926.

## Vstup na mezinárodní scénu
Na mezinárodním poli se jeho kariéra začala rozvíjet v roce 1923, kdy zaujal veřejnost řešením scény hry R.U.R. Karla Čapka uváděné v Berlíně. Definitivně začal být považován za mezinárodně významného umělce od roku 1925, kdy ho Josef Hoffmann přizval k realizaci expozice Rakouského pavilonu na Mezinárodní výstavě dekorativních umění v Paříži. V rámci této expozice navrhl pohyblivou strukturu Město v prostoru.

## Odchod do USA
V roce 1920 se Kiesler oženil se Stefanií (Stefi) Fischerovou (1896–1963) a v roce 1926 se odstěhovali do New Yorku, kde žil až do své smrti. Zpočátku zde spolupracoval se surrealisty včetně Marcela Duchampa. Hodně psal a jeho teoretické práce zahrnovaly dva dlouhé manifesty, článek „Pseudo-Functionalism in Modern Architecture“ (Partisan Review, červen 1949) a knihu Contemporary Art Applied to the Store and Its Display (New York: Brentano, 1930). Od roku 1937 do 1943 byl Kiesler ředitelem Laboratory for Design Correlation při oddělení architektury kolumbijské univerzity, kde byl studijní program pragmatičtější a více komerčně orientovaný než jeho hluboké teoretické koncepty a myšlenky, například o „korealismu“ a „kontinuitě“, které se týkají vztahu mezi prostorem, lidmi, předměty a koncepty (Creighton: 1961).

## Svatyně knihy
Jeho nejznámější architektonickou realizací je stavba Svatyně knihy v Jeruzalémě postavená v letech 1955/1957–1965 pro uchování kumránských svitků. Podílel se na ní společně s Armandem Philipem Bartosem. Financování zajišťoval David Samuel Gottesmann. Izraelští architekti nesouhlasili s jeho a Bartosovou funkcí architektů Svatyně knihy, protože nebyli Izraelci, i když to byli Židé. Další výhrady proti Kieslerovi byly ty, že nedokončil studium architektury a nepostavil žádné stavby, i když byl licencovaným architektem ve státě New York od roku 1930.

## Vnímání Kieslerovy tvorby
Pouze málo z toho, co Kiesler prohlašoval bylo jednoduché, snadně pochopitelné. Vrstevníci se ho často stranili, přesto byl v roce 1952 vybrán za jednoho z „15 vůdčích umělců poloviny století“ Muzeem moderního umění a v roce 1957 se stal členem Grahamovy nadace v Chicagu.
Příznačný pro jeho práci byl biomorfní nábytek v jeho Abstract Gallery uměleckého salonu Galerie umění tohoto století Peggy Guggenheimové (1942). Usiloval zde o rozplynutí vizuálna, skutečnosti, představy a prostředí do volně plynoucího prostoru. Obdobně vyjádřil svůj přístup v „Nekonečném domě“, vystaveném jako maketa v roce 1958–1959 v Muzeu moderního umění. Projekt vycházel z jeho návrhů výkladních skříní dvacátých let a z Film Guild Cinema v New Yorku, již zmíněném výše. Zabývaje se výstavami a pracemi pro galerie, byl designérem výloh pro Saks Fifth Avenue od roku 1928 do 1930. Dříve, během své kariéry v Evropě, Kiesler vynalezl radikální závěsný systém pro galerie a muzea 1924 L + T (Leger und Trager). Jeho neortodoxní architektonické kresby a plány, které nazýval „polydimenzionální“ byly svým způsobem podobné automatickým kresbám surrealistů.
Navrhoval pozoruhodný nábytek, několik kusů bylo publikováno v ročence krátce existující American Union of Decorative Artists (AUDAC), jejímž byl zakládajícím členem v roce 1930. Některé modely nábytku – nic z toho nebylo vyráběno ve větším počtu, unikátnost byla Kieslerovým cílem – byly posmrtně, od roku 1990, vyrobeny v omezených sériích různými evropskými firmami. Nejpopulárnějšími se staly „Dva do sebe zapadající stolky“ ze slitiny hliníku (1935).
Jeden z jeho kolegů na kolumbijské univerzitě žertoval: „Chce-li Kiesler spojit dva kusy dřeva, předstírá, že nikdy neslyšel o hřebících nebo vrutech. Zkouší tažnou sílu různých slitin kovů, experimentuje s různými metodami a tvary a po šesti měsících vymyslí velmi drahé zařízení, které spojí dva kusy dřeva téměř tak dobře jako vrut“ (Architectural Forum, díl 86, číslo 2, 1947, str. 140).
V roce 1964, rok před svou smrtí, se Kiesler oženil s Lillian Olinsey svou dlouholetou sekretářkou. V květnu 1965 cestoval do Jeruzaléma na slavnostní otevření Svatyně knihy; sedm měsíců později zemřel v New Yorku.
Rakouská soukromá nadace Fredericka a Lillian Kieslerových byla založena v roce 1997 ve Vídni a každoročně uděluje Kieslerovu cenu za architekturu a umění.

## Výstavy
- 2013 výstava Josef Hoffmann-Friedrich Kiesler, Moravská galerie v Brně, Mak Wien a nadace Kiesler Privatstiftung, Rodný dům Josefa Hoffmanna v Brtnici.[1][2]